# 맷 스트라이커

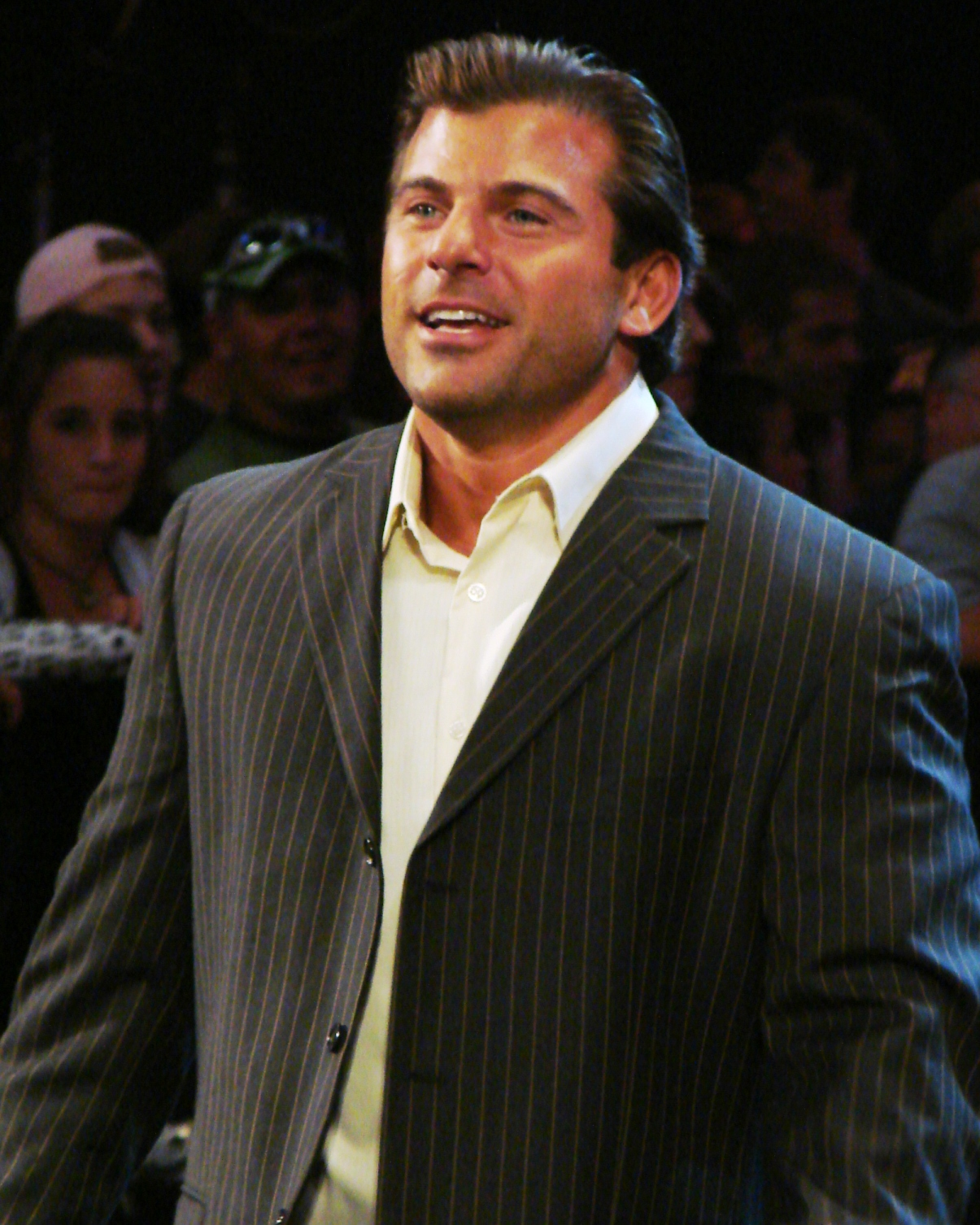
맷 스트라이커

맷 스트라이커(Matt Striker)는 본명 매튜 케이(Matthew Kaye)로 1974년 6월 26일 미국의 남자 프로레슬링선수다. 교육심리학 석사 학위가 있으며 고등학교에서 교사를 하기도 했었다. 키는 148cm에다가 몸무게는 51kg이다. 1993년 프로레슬링 입문으로 밝혀졌다.

## Professional wrestling highlights
- Finishing moves
  - Double underhook mat slam - 1993-2006
  - Full nelson - 2006-2008
  - Golden Rule (Inverted overdrive) - 2006-2008
  - Happy Monkey Submission (Rear naked choke) - 1993-2006
  - Lifting spinebuster - 1993-2006
  - Overdrive - 2005-2006; 2011-2013
  - Running knee kick - 2006-2008
  - Sharpshooter - 2005-2006; 2011-2013
  - Swinging reverse neckbreaker - 2005-2006; 2011-2013
- Signature moves
  - Body slam
  - Double knee backbreaker
  - Fujiwara armbar
  - Gory bomb
  - Jumping big boot
  - Neck snap
  - Running lariat
  - Schoolboy
  - Single leg boston crab
  - Skayde Lock (Standing STF)
  - Spinning back kick
  - Sunset flip
- Manager
  - Big Daddy V
  - Mark Henry
  - Tyson Kidd
- Nicknames
  - "The Modern Marvel" (MLW)
  - "Hot Stuff" (3PW)
  - "Macho Man" (3PW)
  - "Your Teacher" (WWE)
- Entrance themes
  - "Teacher" by Jim Johnston (WWE; December 12, 2005 - June 20, 2013)

## 수상
- ACW 월드 태그팀웨이트 챔피언 (1회) - 스코티 카리즈마
- CCW 월드 태그팀웨이트 챔피언 (1회) - 윌 오스틴
- 월드 아이언맨 헤비웨이트 챔피언 (2회)
- HIW 월드 와일드사이드웨이트 챔피언 (1회)
- NYWC 월드 헤비웨이트 챔피언 (1회)
- NYWC 월드 인터스테이트웨이트 챔피언 (1회)
- NYWC 월드 태그팀웨이트 챔피언 (1회) - 롭 에코즈
- PWF 월드 태그팀웨이트 챔피언 (1회) - 저시 대니얼즈
- 랭크드 넘버 166 오브 더 탑 500 싱글즈 레슬링 인 더 PWI 500 인 2006
- NTV 월드 G+ 컵 주니어 헤비웨이트 태그 리그 태크닉 어워즈 (2014) - 슈퍼 크레이지
- TPW 월드 라이트 헤비웨이트 챔피언 (1회)
- TPW 월드 태그팀웨이트 챔피언 (1회) - 레드 플레어
- USA 월드 프로 태그팀웨이트 챔피언 (2회) - 사이먼 다이먼드
- WCWC 월드 퍼시픽 노스웨이트 챔피언 (1회)
- WXW 월드 태그팀웨이트 챔피언 (1회) - 트렌트
- 슬리미 어워즈 포어 어나운스 팀 오브 더 이열 (2008) - 토드 그리셤
- 베스트 텔레비전 아나운서 (2008)